# U-Bahnhof St.-Quirin-Platz
Der U-Bahnhof St.-Quirin-Platz ist ein architektonisch einzigartiger Bahnhof der Münchner U-Bahn im Stadtteil Obergiesing an der Grenze zum Stadtteil Harlaching.
Eine Glaskuppel spannt sich über die Mitte des Bahnhofs. Die Kuppel zu bauen war nicht einfach, da sie sowohl preisgünstig hergestellt werden, als auch den ästhetischen Ansprüchen des Baureferates genügen sollte. In der Kuppel befindet sich ebenerdig die Schalterhalle, von der Fahr- und Festtreppen sowie Aufzüge zur Bahnsteigebene führen. Der Bahnhof wurde am 8. November 1997 im Zuge der Erweiterung der Linie U1 eröffnet. Da in der Nähe eine Behinderteneinrichtung ist, wurde der Bahnhof als einziger mit zwei unmittelbar nebeneinander liegenden Aufzügen ausgestattet. Die Hintergleiswände bestehen aus rau belassenen und unbehandelten Bohrpfählen. Dort sieht man auch rötliche Verfärbungen. Die Decke über dem Bahnsteig ist mit reflektierenden Aluminiumpaneelen ausgestattet, um eine großzügige Raumwirkung zu ermöglichen.
Die Planung des Rohbaus und des Glasdaches stammte von Paul Kramer und Manfred Rossiwal-Jespersen (U-Bahn-Referat) und der Glasdachkonstruktion von Ulrich Elsner. Das Innenausbaukonzept stammt von Hermann + Öttl, München.
Die erste Planung der Strecke sah den Bahnhof gar nicht vor, da aber ein Stationsabstand von 1,4 Kilometern zu lang war, entschied man sich, einen Bahnhof in unmittelbarer Nähe zum Mittleren Ring zu bauen.

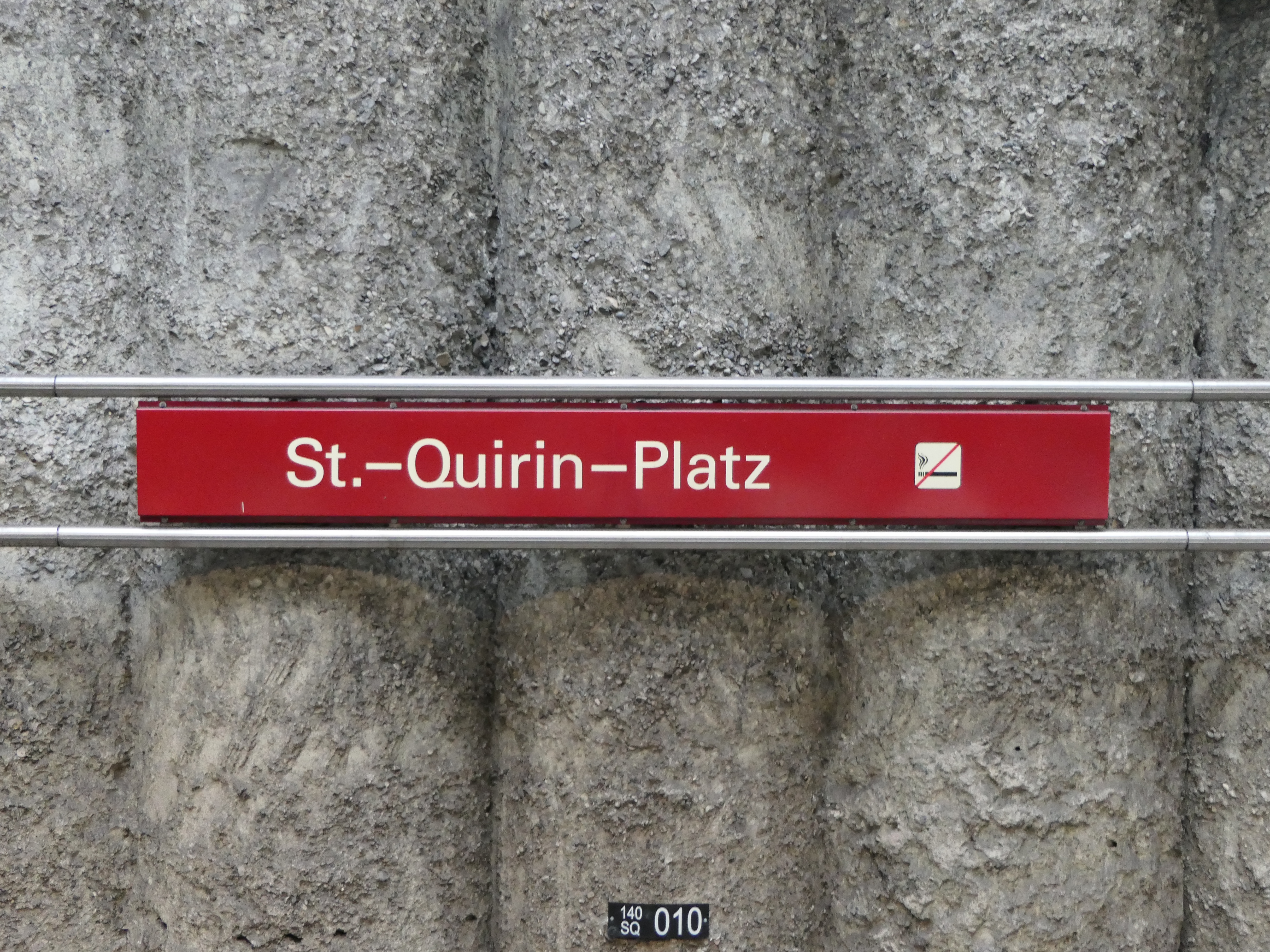
Stationsname an den Hintergleiswänden
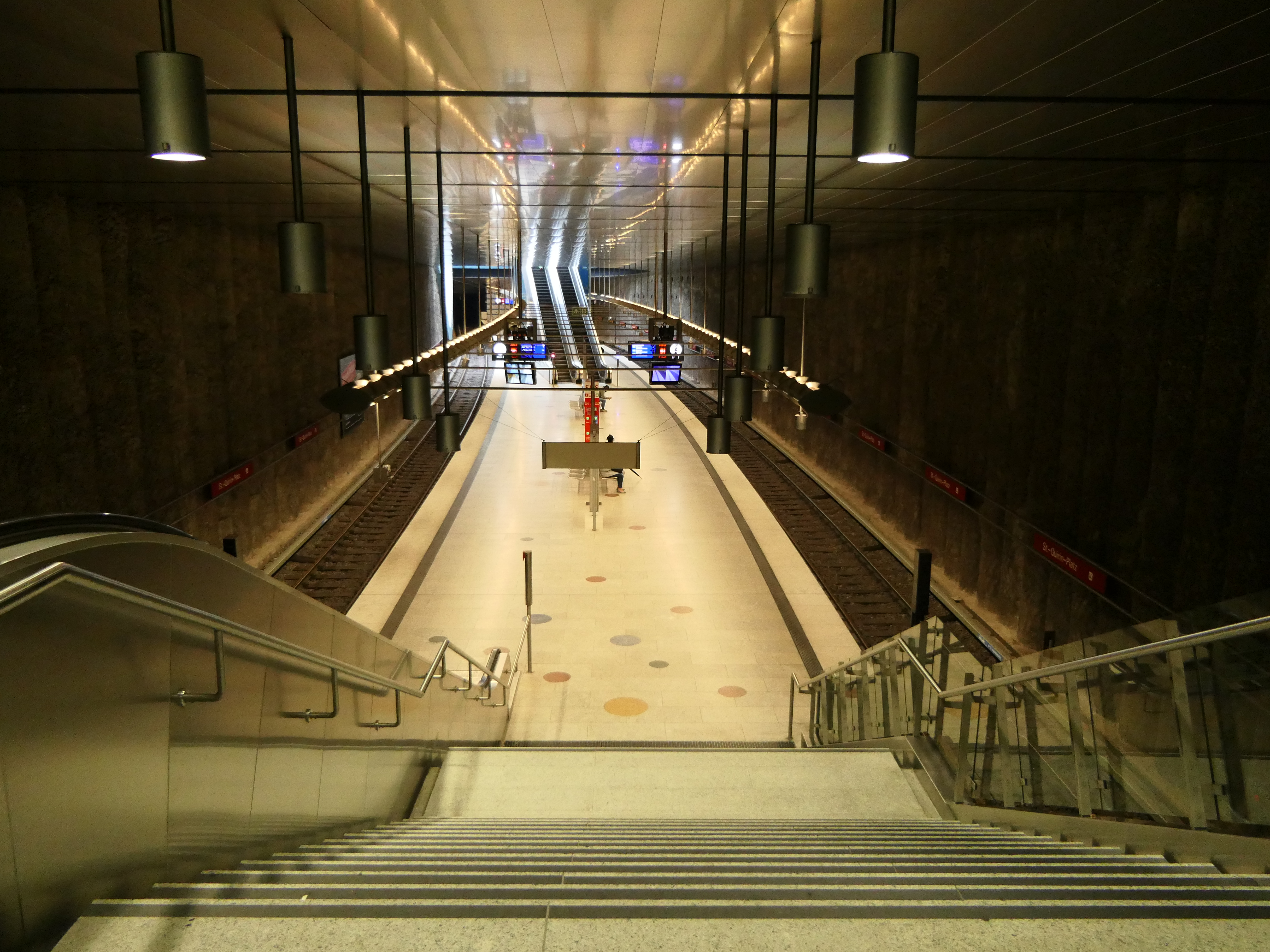
Blick auf die Bahnsteigebene
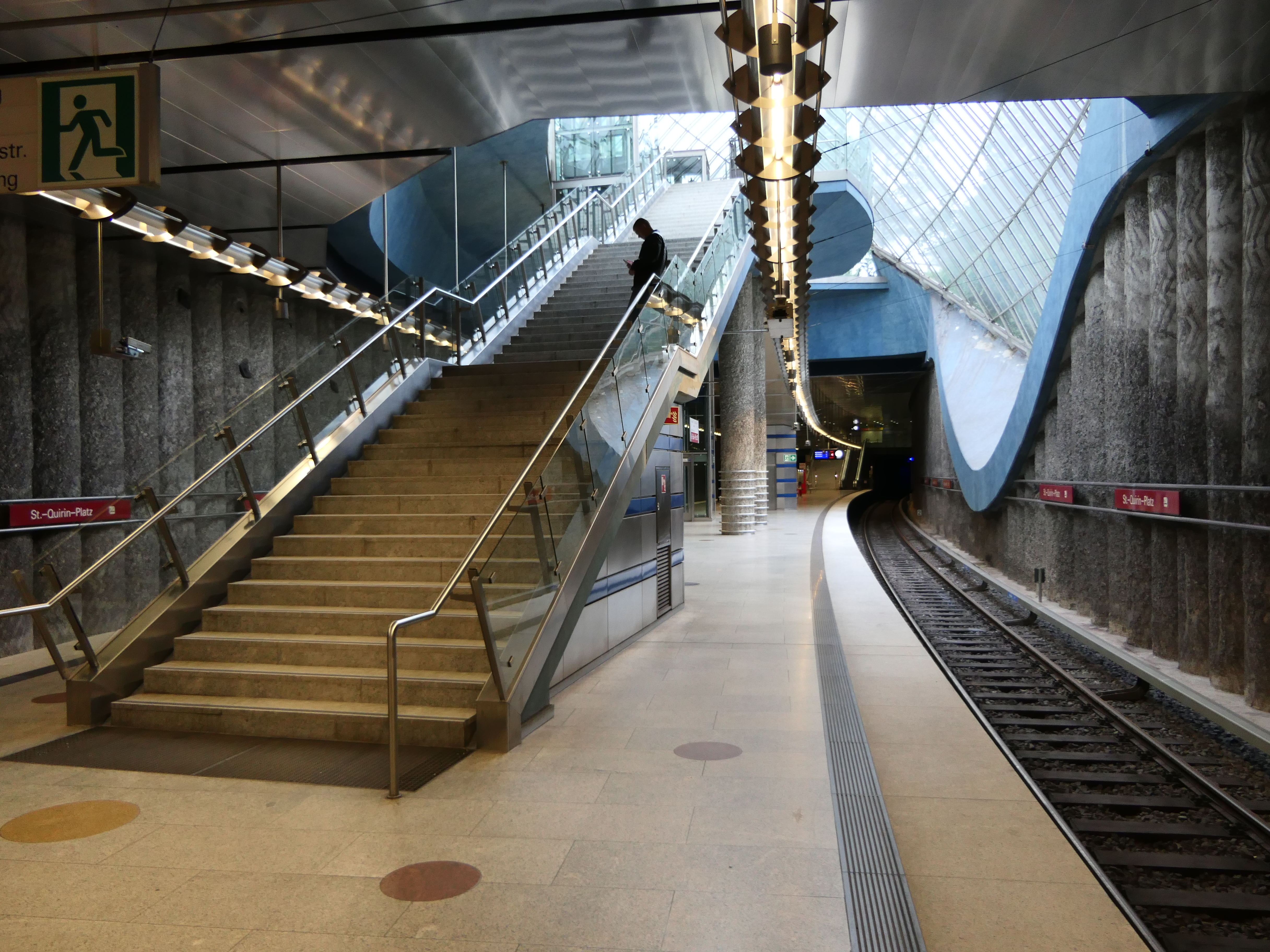
Gläserne Kuppel über dem Bahnsteig
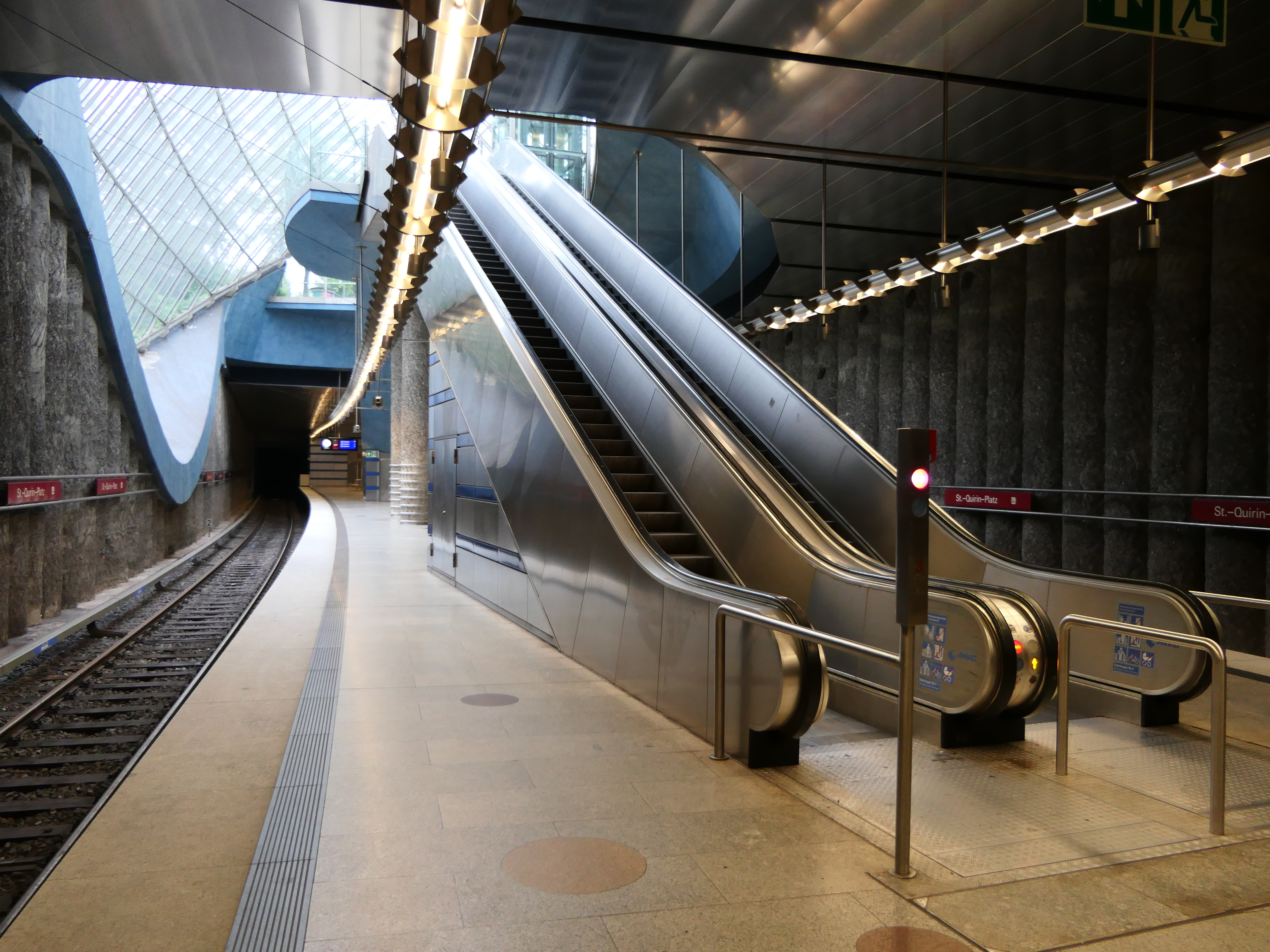
Aufgang von der Bahnsteigebene zur ebenerdigen Schalterhalle
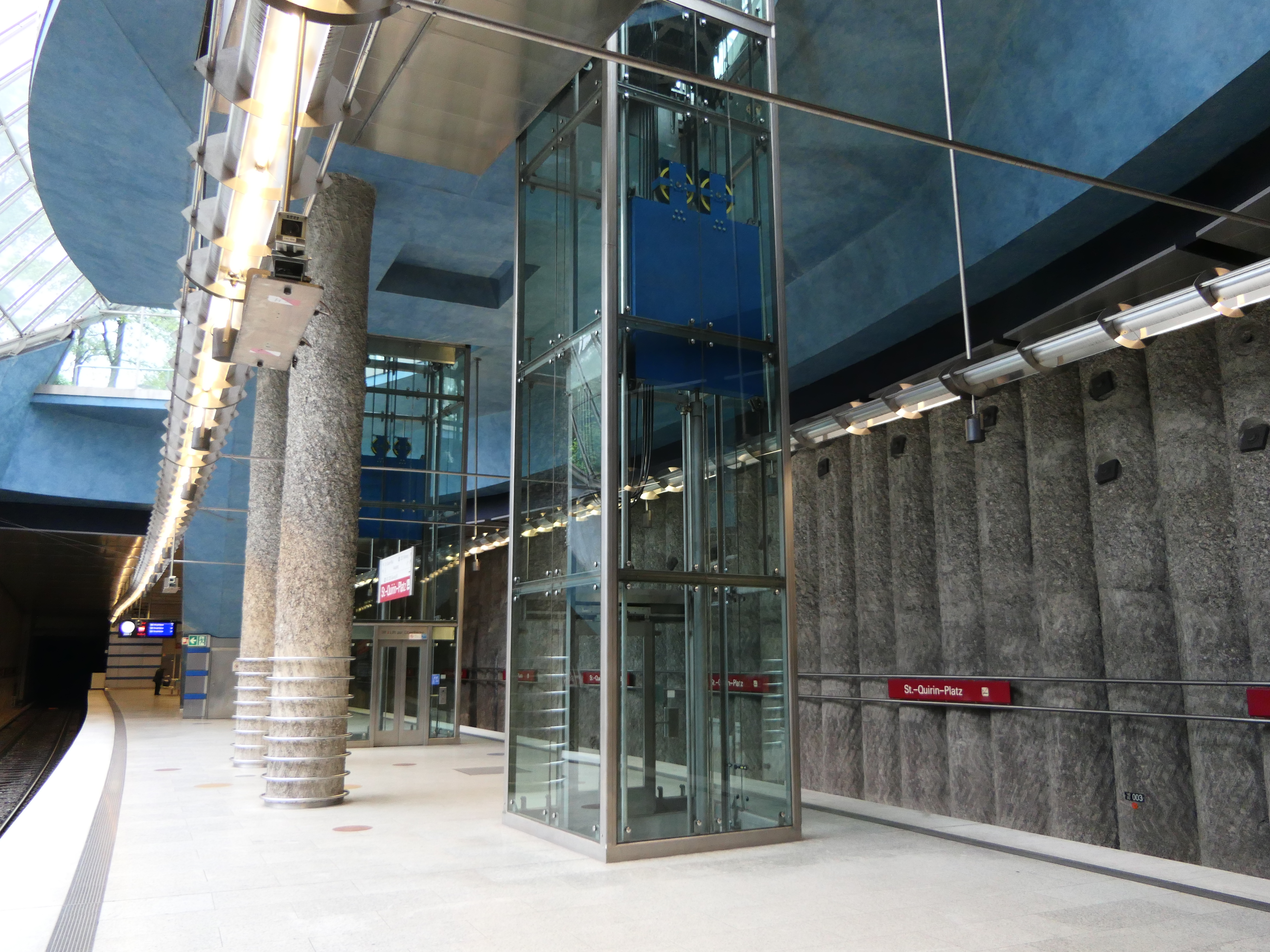
Aufzüge auf der Bahnsteigebene
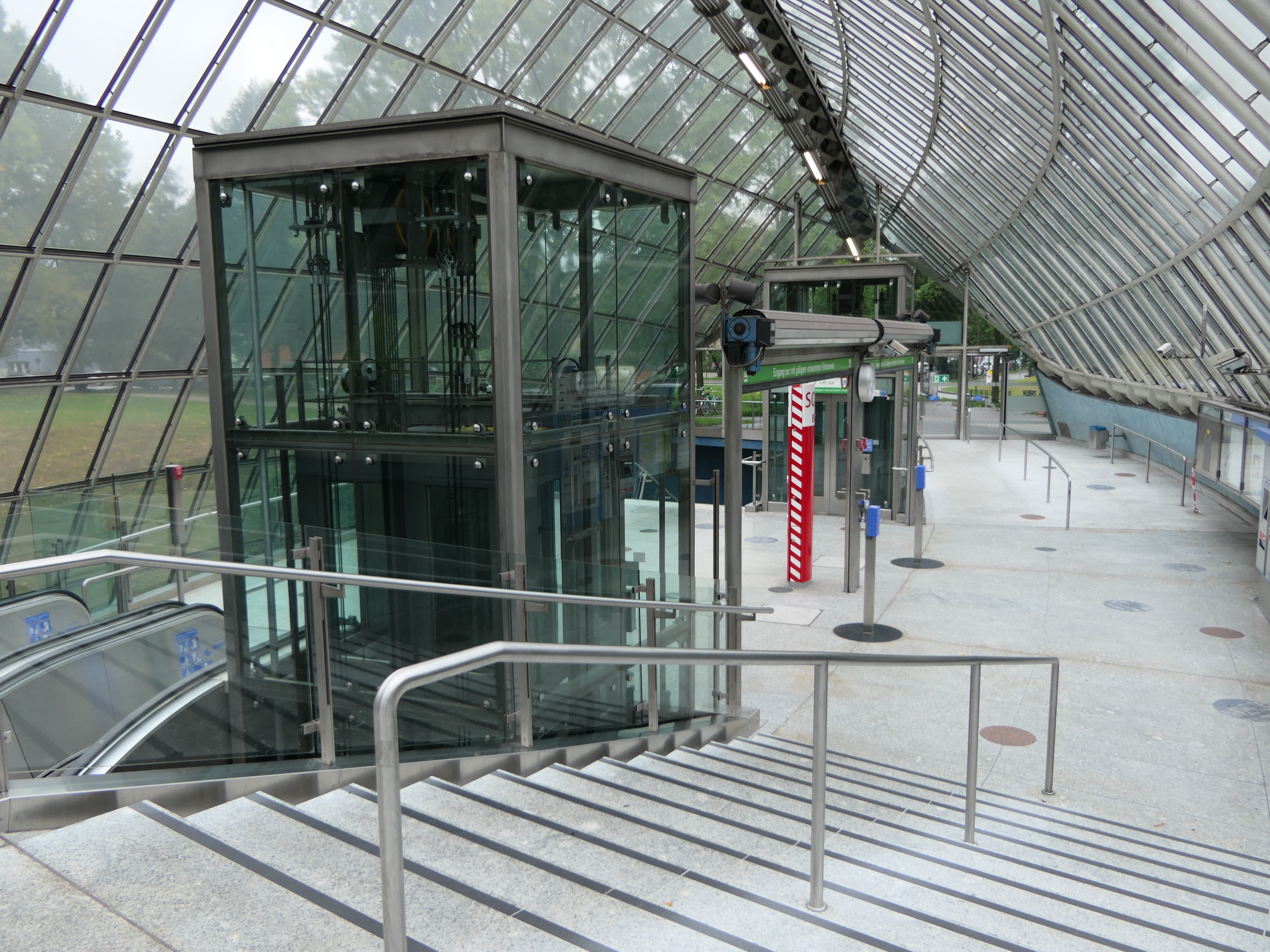
Ebenerdige Schalterhalle
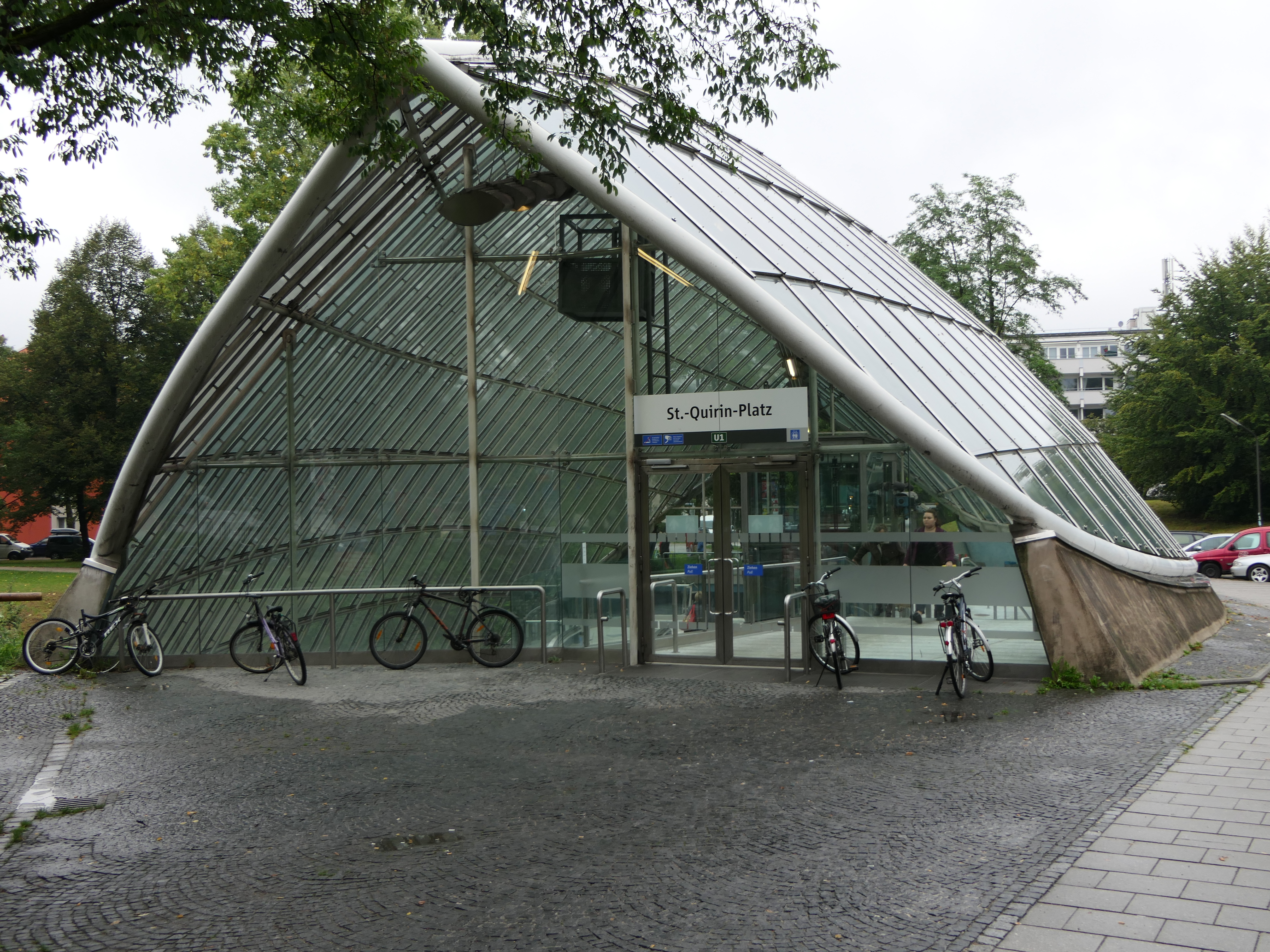
Markanter Zugang an der Oberfläche

| Linie | Linienverlauf |
| ----- | --- |
| U1    | Olympia-Einkaufszentrum – (625 m) – Georg-Brauchle-Ring – (788 m) – Westfriedhof – (830 m) – Gern – (1007 m) – Rotkreuzplatz – (1102 m) – Maillingerstraße – (878 m) – Stiglmaierplatz – (1071 m) – Hauptbahnhof – (905 m) – Sendlinger Tor – (746 m) – Fraunhoferstraße – (1116 m) – Kolumbusplatz – (898 m) – Candidplatz – (692 m) – Wettersteinplatz – (585 m) – St.-Quirin-Platz – (923 m) – Mangfallplatz |